# Буранов Ігор Юрійович
Буранов Ігор Юрійович (нар. 12 серпня 1986, м. Київ, Українська РСР) — правоохоронець, соціальний діяч, виконавчий директор антибулінгової громадської організації «Мої безпечні друзі» («My safety friends»), медіа експерт у сфері захисту прав дітей та протидії цькуванню в освітньому середовищі.

## Походження та навчання
Ігор Буранов народився 12 серпня 1986 року в Києві у сім'ї військовослужбовця. У 2003 році закінчив середню загально-освітню школу № 316 (м. Київ). Після закінчення школи вступив до Київського національного університету внутрішніх справ за спеціальністю «правоохоронна діяльність», який закінчив у 2007 році отримавши диплом з відзнакою. У 2010 році закінчив Київський національний торгівельно-економічний університет за спеціальністю «економіка підприємства», а у 2019 році — Національну академію внутрішніх справ за спеціальністю «публічне управління та адміністрування». Є випускником Київської школи державного управління імені Сергія Нижного.

## Кар'єра
З 2007 року проходить службу в органах внутрішніх справ України. Зокрема в підрозділах оперативної служби, державної служби боротьби з економічною злочинністю, диспетчерської служби «102», ювенальної поліції.

## Освітня та громадська діяльність
Ігор Буранов є автором проєкту створення мобільного додатку для дітей з протидії булінгу під назвою «My safety friends» (Мої безпечні друзі) — це чат з психологом (в тому числі анонімний), який допоможе дитині та її законному представнику вирішити проблему булінгу на законодавчому рівні. Проєкт перебуває на стадії розроблення та погодження з органами державної влади, громадкісттю та на обговоренні у соціальних мережах Facebook, Instagram та Telegram за назвою «My safety friends».
«Головна мета мого проєкту — донести до свідомості кожного, що булінг — це погано і сьогодні є сучасні механізми його попередження та подолання. Для цього ми не лише проводимо різноманітні заходи, а ще працюємо над створенням мобільного застосунку. У ньому буде анонімний чат із психологом для тих, хто зіштовхнувся із цією проблемою»,- розповів Ігор Буранов. Детально про свій проєкт Ігор Буранов розповів у своєму інтерв'ю журналу «Час перших».
20 травня 2021 року в Києві Ігор Буранов організував Всеукраїнський форум «Проти#дій булінгу! Хто мій Безпечний друг?». Подія стала майданчиком для діалогу про проблеми булінгу у закладах освіти та їх подолання. Захід пройшов за участю профільних міністерств та відомств, уповноважених представників органів державної влади та місцевого самоврядування, закладів освіти та громадськості.
У 2021 році Ігор Буранов заснував Громадську організацію "Всеукраїнське об'єднання протидії булінгу! «Мої безпечні друзі» (код ЄДРПОУ 44187978) та став її виконавчим директором.
Юрист Ігор Буранов в основі своєї практики та справи життя керується принципом «діти повинні бути захищені чого б це не вартувало. Права дітей на законодавчому рівні мають вищий ступінь захисту ніж дорослі. Головне правило — не мовчати, а завжди давати максимальний розголос несправедливості та булінгу».
Ігор Буранов є засновником знаків торгівельних марок в Україні «My safety friends» та «MSF».
29 листопада 2021 року на урочистій церемонії нагородження лауреатів щорічної Всеукраїнської бізнес премії CABINET BOSS TOP-50 отримав номінацію «Соціальний діяч року» за свою активну діяльність у сфері протидії булінгу та інноваціям задля подолання цього негативного латентного явища. Нагороду він отримував разом зі своєю донькою Діаною.

## Політична кар'єра
У 2020 році Ігор Буранов балотувався на місцевих виборах депутатів до Київської міської ради від ПП «Голос» (позапартійний).

## Родина
Неодружений та має доньку Діану.